# لوسيا ريكاكي
لوسيا ريكاكي (14 يوليو 1961، بيرايوس - 28 ديسمبر 2011، أثينا) مخرجة أفلام وكاتبة وثائقية ومنتجة يونانية. من 1979 إلى 1981 درست ريكاكي تاريخ الفن وتصميم الجرافيك والسينما والتصوير في كلية دارتينجتون للفنون في ديفون بإنجلترا. في عام 1984 أسست «أفلام أوراما» لإنتاج الأفلام الفنية والبرامج التلفزيونية والمسرحيات. في عام 1995 أنشأت "104 Art Theatre Stage" و"The Comedy Club" المكان الكوميدي الوحيد حتى الآن في اليونان. اشتهرت بأفلامها الوثائقية حول القضايا الحساسة اجتماعيا مثل الهجرة والتعليم وحياة المعاقين في اليونان.